# Vargasiella
Vargasiella C.Schweinf. è un genere di piante della famiglia delle Orchidacee, che comprende tre specie endemiche del Sud America.

## Tassonomia
Comprende le seguenti specie:
- Vargasiella colombiana Uribe Vélez & Sauleda, 2018
- Vargasiella peruviana C.Schweinf., 1952
- Vargasiella venezuelana C.Schweinf., 1958